# NGC 3430
NGC 3430 في الفهرس العام الجديد، هي مجرة، تقع في كوكبة الأسد الأصغر. اكتشفت في 7 ديسمبر 1785 بواسطة ويليام هيرشل.

## روابط خارجية
- NGC 3430 على موقع ويكي سكاي: DSS2, SDSS, GALEX, IRAS, Hydrogen α, X-Ray, Astrophoto, Sky Map, Articles and images